# Янішевко
Янішевко (пол. Janiszewko, нім. Neu Janischau, 1942–45 Neujanischau) — село в Польщі, у гміні Пельплін Тчевського повіту Поморського воєводства.
У 1975-1998 роках село належало до Гданського воєводства.